# Von Zeipel (månkrater)
Von Zeipel är en nedslagskrater på månens baksida. Von Zeipel har fått sitt namn efter den svenske astronomen, Hugo von Zeipel.
Krater har en diameter på ungefär 83 km.

## Satellitkratrar
| Von Zeipel | Latitud | Longitud | Diameter |
| ---------- | ------- | -------- | -------- |
| J          | 40.8° N | 139.3° V | 39 km    |